# Преподобни Пинуфрије
Преподобни Пинуфрије је ранохришћански светитељ из IV века.
Пинуфрија је био пореклом из Египта. Био је свештеник и игуман општежића близу града Панефа. Био је савременик светог Јована Касијана. Од њега је примио подвиђништво. Подвизавао се на разним местима, бежећи од похвала и славе. Прво се сакрио у Тавенитском манастиру, обукавши световно одело, но после три године препознао га је његов ученик и он се вратио у свој манастир. Након тога је побегао у Палестину из истих разлога. Отуда се вратио у свој манастир и ту подвизавао живећи смерно. Прославио се великим смирењем, послушношћу и духовном мудрошћу. Имао је много ученика, који су се трудили да подражавају примеру свога учитеља. Упокојио се у миру.
Православна црква га прославља 27. новембра по јулијанском календару.